# Династија Суеј
Династија Суеј је била династија кинеских царева, основана године 581. у северној Кини од стране Јанг Ђијена, дотадашњег службеника, односно регента династије Северни Џоу, који је за себе узео име цар Вен. Године 589. његове трупе су заузеле јужну Кину, окончавши владавину последње јужне династије Чен и тако поновно ујединивши Кину након четврт века разједињености. Настојећи учврстити своје достигнуће цар Вен, исто као и његов син и наследник цар Јанг су извели низ далекосежних реформи, пре свега усмерених на стандардизацију новца, систем једнаких поља (који је требало да смањи социјалне разлике међу поданицима), обнову Великог зида, нови управни систем познат коа Три одељења и Шест министарстава, промовисање будизма, и што се често сматра најважнијим, довршетак Великог канала који је први пут створио прометну везу Северне и Јужне Кине, и тако у следећим вековима омогућио обнову културних веза и националног јединства.
Вен је све те реформе спроводио с недостатком било каквих скрупула и обзира према поданицима, а што је посебно дошло до изражаја код његовог сина и наследника Јанга коме су недостајале његове политичке способности. Његови мегаломански пројекти, а посебно катастрофални походи на корејску државу Когуре су финансијски, људски и материјално исцрпели његове поданике, а што се од почетка 610-их одразило кроз низ сељачких устанака и побуна, који су на крају довели до Јанговог убиства. Кратки период метежа, међутим, брзо је окончан и власт је преузела Династија Танг која ће, темељећи се на достигнућима Суејја, створити дуг период мира, благостања и напретка. То је разлог због којих кинески историчари воле династију Суеј успоређивати с ранијом династијом Ћин која је такође кратко трајала, али створила темељ за далеко успешнију династију Хан.

## Династија Суеј
Кинески: 隋朝 (Suícháo)
Династија Суеј је била на власти од 581. до 618. године.
| Постхумно име                          | Храмовно име        | Лично име                    | Владарско име                   | Период владавине |
| -------------------------------------- | ------------------- | ---------------------------- | ------------------------------- | ---------------- |
| Конвенција за навођење: постхумно име. |                     |                              |                                 |                  |
| Цар Вен 文帝 (Wéndì)                   | Гао-цу 高祖 (Gāozǔ) | Јанг Ђијен 杨监 (Yáng Jiān)  | Каи-хуанг (开皇) Жен-шоу (仁寿) | 581-600 601-604. |
| Цар Јанг 炀帝 (Yángdì)                 | Ш’-цу 世祖 (Shìzǔ)  | Јанг Гуанг 杨广 (Yáng Guǎng) | Да-је (大业)                    | 604-617.         |
| Цар Гунг 恭帝 (Gōngdì)                 | нема                | Јанг Јоу 杨侑 (Yáng Yòu)     | Ји-нинг (义宁)                  | 617-618.         |
| Цар Лунг 隆帝 (Lóngdì)                 | нема                | Јанг Хао 杨浩 (Yáng Hào)     | нема                            | 618.             |
| Цар Аи 哀帝 (Āidì)                     | нема                | Јанг Дунг 杨侗 (Yáng Dòng)   | Хуанг-таи (皇泰)                | 618-619.         |